# Parafia Ewangelicko-Augsburska w Kłodzku
Parafia Ewangelicko-Augsburska w Kłodzku – parafia luterańska w Kłodzku, należąca do diecezji wrocławskiej Kościoła Ewangelicko-Augsburskiego w RP. Mieści się przy ulicy Kolejowej.

## Historia

### Kłodzko

#### Reformacja
Idee luteranizmu dotarły w szybkim czasie na obszar ziemi kłodzkiej. W 1519 dwie drukarnie z Dolnego Śląska rozpoczęły druk własnych pism w duchu protestantyzmu, które stały się popularne na całym tym terytorium. Pierwsze nabożeństwa ewangelickie zostały tu poprowadzone w 1524 w Kłodzku i Ołdrzychowicach Kłodzkich. Pierwszy stały duchowny luterański na terenie hrabstwa kłodzkiego zamieszkał w 1530, natomiast w samym Kłodzku był to zatrudniony w 1538 ks. Eckel, sympatyzujący jednak ze schwenkfeldyzmem.
Proces przyjmowania przez miejscową ludność luteranizmu odbywał się powoli, ponieważ w związku z usytuowaniem regionu, jego oddaleniem od ośrodków władzy oraz górzystym i lesistym charakterem był on dogodnym miejscem do ukrywania się tu wyznawców innych denominacji, jak Fabian Eckel i Walerian Rosenhain, stanowiących jednych z głównych przedstawicieli schwenkfeldyzmu, na który przeszli mieszkający tu husyci. Schwenkfeldyzm pozostawał zwalczany zarówno przez katolików, jak i ewangelików, jednak cieszył się na tym obszarze popularnością i stanowił w 1545 jedyne wyznanie występujące w Bystrzycy Kłodzkiej. Był on wspierany przez władającego w latach 1537–1548 Jana von Bernsteina. Na ziemi kłodzkiej w okresie Reformacji funkcjonowały również społeczności anabaptystyczne, a do ich największych zborów należały placówki w Międzylesiu oraz Wilkanowie, a początkowo także w Bystrzycy Kłodzkiej.
Przyjmowanie luteranizmu przez mieszkańców regionu uległo przyspieszeniu po ogłoszeniu wyznania augsburskiego. W latach 40. XVI wieku ewangelicy stanowili już spory odsetek społeczeństwa wiejskiego i miejskiego Kotliny Kłodzkiej.

#### Kontrreformacja i ponowny rozkwit protestantyzmu
W 1548 władzę nad tym terenem objął Ernest Bawarski, który stanowił przeciwnika wyznań niekatolickich. Doprowadził on do wysiedlenia z terenu hrabstwa kłodzkiego schwenkfeldystów i anabaptystów. Schwenkfeldyzm pozostawał jednak obecny tu w ukryciu i rozproszeniu do 1734, kiedy to jego wyznawcy wyemigrowali do Ameryki Północnej, gdzie ich wspólnoty funkcjonują do czasów współczesnych.
Rozpoczęty przez Ernesta proces rekatolicyzacji hrabstwa został jednak przerwany w wyniku jego śmierci w 1560. Doprowadziło to do zakończenia prześladowań niekatolików i zapoczątkowało rozkwit idei reformacyjnych na tym terenie. Do kościoła w Kłodzku powrócił ks. Eckel, zastąpiony wkrótce przez ks. Eisinga. W 1562 luteranie osiągnęli większość mieszkańców miasta i przejęli kościół farny, który od tej pory pozostawał współużytkowany przez ewangelików oraz nielicznych katolików, co było następstwem zawartej przez nich umowy odnośnie prowadzenia symultanicznych nabożeństw. Końcem XVI wieku Kłodzko pozostawało już prawie całkowicie ewangelickie. Luteraninem był miejscowy starosta von Tubschentz, a w regionie działało ponad 60 parafii ewangelickich. Dokonywano przebudów drewnianych kościołów na murowane oraz wzniesiono 15 nowych. Starosta doprowadził do likwidacji kłodzkiego dekanatu rzymskokatolickiego podległego arcybiskupstwu praskiemu i w 1572 powołał ewangelicką superintendenturę z siedzibą w tym mieście. Stanowisko superintendenta pełnili kolejni proboszczowie kłodzcy, a podlegli im pozostawali seniorzy oraz proboszczowie wchodzących w skład jednostki 81 parafii. Na skutek decyzji o reorganizacji administracji kościelnej na terenie hrabstwa starosta został odwołany przez cesarza. W 1597 w Kłodzku na miejsce zamieszkujących tutejszy klasztor augustianów sprowadzono zajmujących się zwalczaniem ewangelicyzmu jezuitów, jednak pomimo tego idee Reformacji utrzymały się.
Cesarz Rudolf II Habsburg w wyniku prowadzonych wcześniej walk zbrojnych z protestantami ogłosił w 1609 list majestatyczny, na mocy którego wprowadzona została wolność wyznaniowa. W efekcie na obszarze hrabstwa kłodzkiego funkcjonowało jedynie 11 kościołów rzymskokatolickich, natomiast w 1619 pozostał tylko jeden. W 1622 Kłodzko liczyło 200 ewangelickich mieszczan oraz 9 katolickich.

#### Wojna trzydziestoletnia i zanik ewangelicyzmu
Po objęciu tronu przez Ferdynanda II Habsburga, będącego zagorzałym katolikiem, ewangelicy znaleźli się w trudnym położeniu w wyniku zapoczątkowanej przez niego intensywnej akcji rekatolicyzacyjnej. Trwała również wojna trzydziestoletnia, a mieszkańcy hrabstwa kłodzkiego angażowali się w nią, biorąc udział w Bitwie na Białej Górze w 1620, gdzie stanęli do walki po stronie czeskiej, ponosząc klęskę. Podczas bitwy zginęli najznamienitsi przedstawiciele kłodzkiej szlachty, jak również liczni członkowie tutejszego mieszczaństwa i chłopstwa. Ziemie te objęła następnie akcja rekatolicyzacyjna Ferdynanda II. W związku z nią doszło do wygnania z hrabstwa 120 ewangelickich duchownych i nauczycieli. Teren ten opuściło ⅔ zamieszkałej tu wcześniej szlachty, której majątek został zajęty. Mieszczanie zostali pozbawieni części dotychczasowych przywilejów i przynależnych im praw. Działanie to spotkało się to ze sprzeciwem miejscowej ludności i doprowadziło do buntów chłopskich w wyniku odmowy wypełniania przez nich świadczeń feudalnych w stosunku do kościoła rzymskokatolickiego. W 1622 miała miejsce bitwa pod Trzebieszowicami, podczas której poległo 129 z nich.  Do stłumienia buntów strona cesarska ściągnęła charakteryzujące się brutalnością oddziały lisowczyków, które za inspiracją i zgodą władz cesarskich zajmowały się tu grabieżami oraz podpaleniami. Pojmani przez nich chłopi byli wieszani na drzewach na całej długości traktu prowadzącego do Kudowy. Mieszkańcy byli zmuszani do uczestniczenia w kulcie katolickim. Organizowano nawet działania na wzór ludwikowskich dragonad – do niezgadzających się na konwersję na katolicyzm ewangelików kierowano oddziały dragonów, które kwaterowano na długi okres na ich posesjach na ich koszt w celu zmuszenia gospodarzy do przyjęcia katolicyzmu poprzez doprowadzenie ich do wyniszczenia finansowego i poniżenia.
9 listopada 1622 zostało wygłoszone ostatnie ewangelickie kazanie na terenie Kłodzka. W 1623 Ferdynand II Habsburg oddał hrabstwo kłodzkie swojemu bratu Karolowi, pełniącemu stanowisko biskupa wrocławskiego. W efekcie pokoju westfalskiego kościół rzymskokatolicki uzyskał prawo do pozyskania kościołów należących do niego przed wojną trzydziestoletnią. W związku z tą decyzją w 1654 dokonano „redukcji kościołów”, w trakcie której ewangelikom odebrano także obiekty przez nich wybudowane. Po kilkunastu latach na terenie hrabstwa znajdowały się jedynie nieliczne społeczności ewangelickie. Doszło także do emigracji dotychczasowych mieszkańców na inne obszary, co było przyczyną kryzysu gospodarczego na ziemi kłodzkiej, jak również upadku licznych miejscowości. Załamanie ekonomiczne utrzymywało się do początków XVIII wieku. W celu zatrzymania recesji sprowadzano nowych osadników pochodzących z terenu katolickiej Austrii. Dzięki temu doszło m.in. do przyniesienia kultu Marii z kościoła w Mariazell do Góry Iglicznej i powstania tam sanktuarium „Maria Śnieżna”. Do pozostawionych majątków przez cesarza sprowadzani byli jego zaufani ludzie, wierni kościołowi katolickiemu, jak choćby Daniel Paschasius von Osterberg, który doprowadził do rozwoju Sanktuarium w Wambierzycach, gdzie w czasach Reformacji mieścił się kościół ewangelicki. Luteranizm został prawie w całości usunięty z terenu hrabstwa kłodzkiego i zastąpiony przez głęboką, ludową odmianę katolicyzmu.

#### Panowanie Pruskie

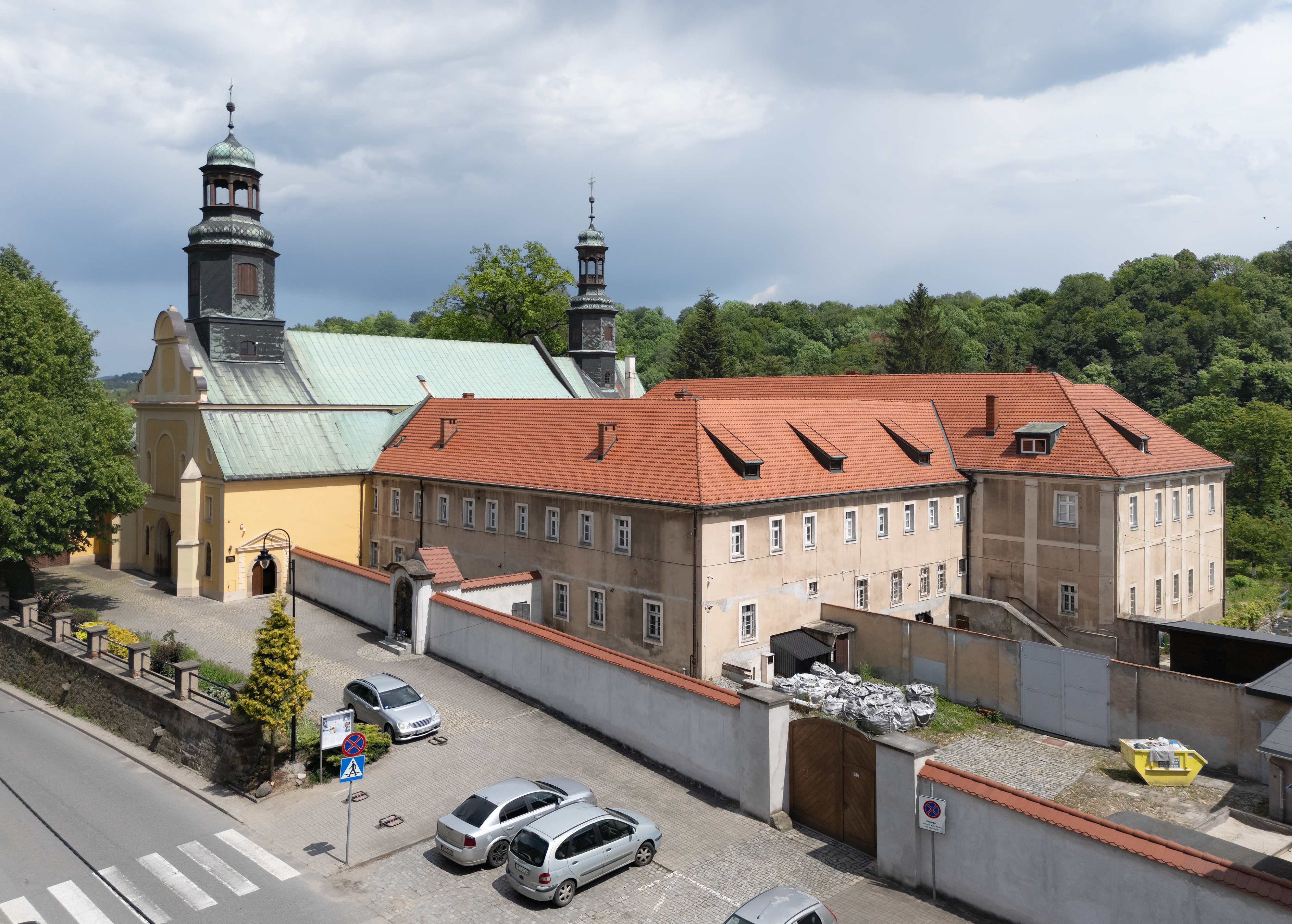
Kościół św. Jerzego i św. Wojciecha oraz klasztor w Kłodzku, w latach 1836–1947 własność parafii ewangelickiej

Dzięki wojnom śląskim panowanie nad regionem objął Fryderyk II Wielki, król Prus, który jeszcze 1 grudnia 1740 król wydał zarządzenie o wprowadzeniu pełnej wolności religijnej na terenie podległego mu kraju. W przeciwieństwie do większości terenów Dolnego Śląska, gdzie znaczna część mieszkańców pomimo oficjalnego przyjęcia katolicyzmu pozostawała kryptoprotestantami, oczekującymi na zmianę sytuacji politycznej, w hrabstwie kłodzkim ponowne pojawienie się luteranizmu następowało wolno. Pewne ożywienie w tym zakresie spowodowane zostało m.in. przez przybycie do miejscowych garnizonów pruskich żołnierzy wyznających luteranizm. 11 lutego 1742 w Kłodzku miało miejsce pierwsze nabożeństwo ewangelickie od 1622 i odbyło się ono w kaplicy stacjonującego tam garnizonu pruskich wojsk. Od 5 czerwca 1744 rozpoczęto je prowadzić w odpowiednio przystosowanym dawnym magazynie zboża, a następnie 12 lipca 1744 przeniesiono je do budynku ratusza, a stamtąd do nowej kaplicy garnizonowej powstałej w wyniku przebudowy obiektu wojskowej piekarni, poświęconej 20 sierpnia 1752. W 1786 na terenie hrabstwa działało już kilka nielicznych zborów ewangelickich.
Dokonana w 1810 sekularyzacja kościoła rzymskokatolickiego na terenie Królestwa Prus umożliwiła polepszenie sytuacji ewangelików w Kłodzku. Dzięki niej w 1812 budynek dawnego kościoła klasztornego został przekazany na ewangelicki kościół garnizonowy. Następnie w marcu 1836 został on przeznaczony przez władze na potrzeby miejscowego zboru. Doszło również do budowy nowych kościołów luterańskich na terenie regionu, a ich budowa wspierana była finansowo ze środków Bratniej Pomocy im. Gustawa Adolfa. Następował stopniowy wzrost liczby ewangelików, jednak nigdy nie powrócili oni do stanowienia większości na tym terenie i posiadali jedynie charakter diasporalny. Spowodowane to było sukcesem wcześniejszych działań kontrreformacyjnych, znacznym konserwatyzmem ludności zamieszkujących tutejsze wsie i niewielkim uprzemysłowieniem obszaru. Zmiany tej sytuacji nie przyniosło także utworzenie w 1910 w Jugowie placówki filialnej dolnośląskiego diakonatu żeńskiego „Friedenshort”, którego diakonise prowadziły opiekę nad dziećmi, chorymi i ubogimi, a także zajmowały się misją wewnętrzną.

#### Okres międzywojenny
Wpływu na liczbę ewangelików zamieszkujących ziemię kłodzką nie miały popularne w latach 20. XX wieku pisma Josepha Wittiga krytykujące elementy doktryny rzymskokatolickiej, które nie spotkały się tu z powszechnym pozytywnym oddźwiękiem. W 1933 Kłodzko liczyło około 19 000 mieszkańców, z czego 14 830 deklarowało wyznanie rzymskokatolickie, a 3932 – ewangelickie.
W okresie poprzedzającym wybuch II wojny światowej w Kłodzku funkcjonowała największa parafia ewangelicka w regionie, skupiająca wraz z podległymi jej filiałami około 5000 wiernych. Na terenie całej ziemi kłodzkiej działało 15 parafii ewangelickich zrzeszających 18 tysięcy członków, co stanowiło około 10% mieszkańców całego regionu. We wrześniu 1939 w okręgu kłodzkim luteranami było 11% ludności.

#### Czasy powojenne
Niemiecka parafia ewangelicka zakończyła działalność w 1947, kiedy doszło do wysiedlenia do Niemiec jej ówczesnego opiekuna, lektora Knevelsa wraz z resztą członków zboru. Kościół ewangelicki w Kłodzku stał się wówczas świątynią rzymskokatolicką i został objęty przez franciszkanki. Nowa społeczność ewangelicka regionu została utworzona przez przybyłych tu po II wojnie światowej ewangelików emigrujących z innych regionów, a opiekę nad nimi objął polski Kościół Ewangelicko-Augsburski. Siedzibą parafii i miejscem prowadzenia nabożeństw stał się dom pełniący wcześniej funkcję biura kłodzkiego oddziału terenowego Śląskiego Ewangelickiego Towarzystwa Prasowego zlokalizowany przy ul. Kolejowej 2.

### Kudowa-Zdrój

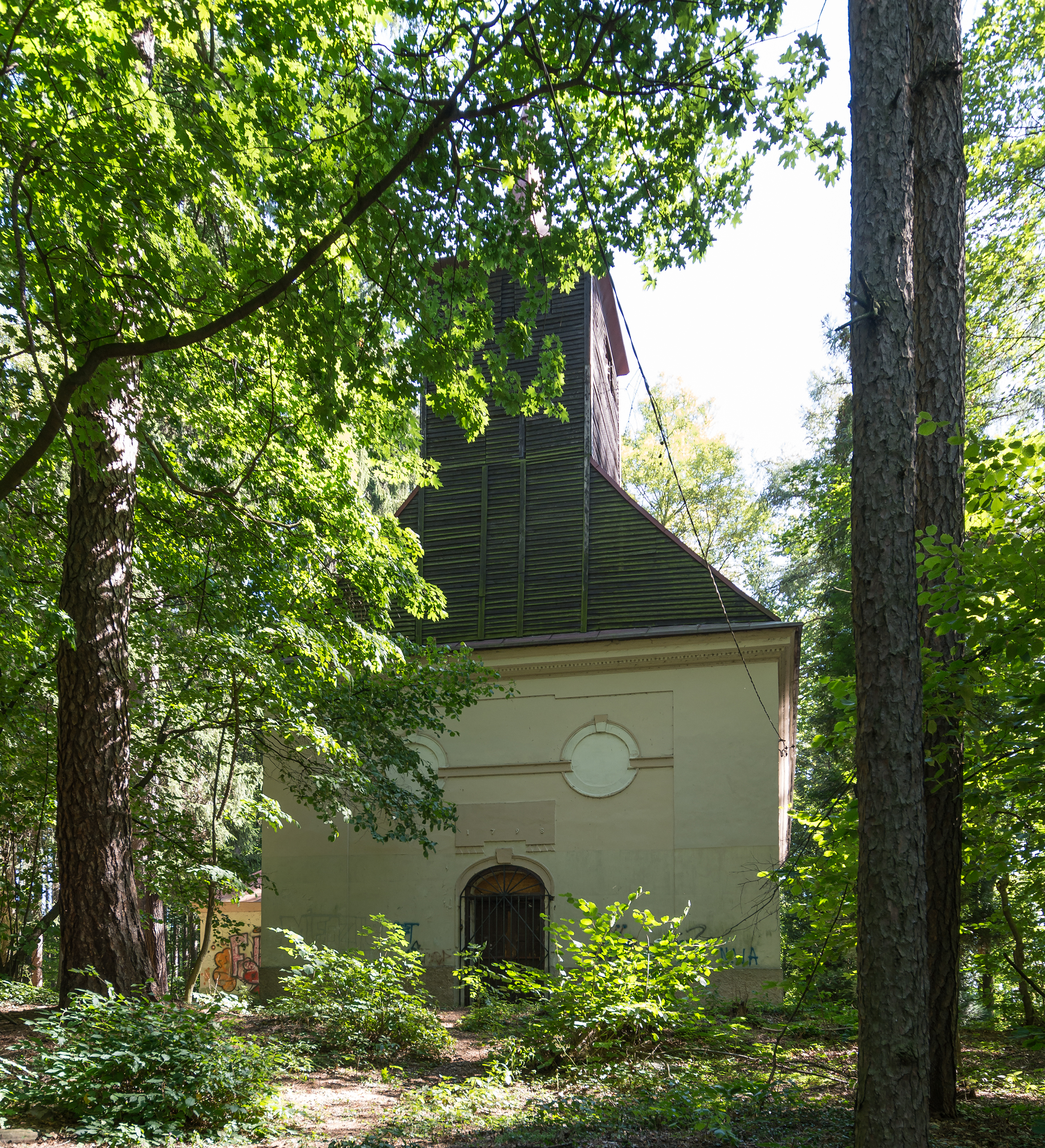
Kościół Chrystusa Pana w Kudowie-Zdroju w 2016

Rejon Kudowy tworzył enklawę protestantyzmu w katolickim hrabstwie kłodzkim dzięki zamieszkiwaniu tu od przynajmniej XVII wieku braci czeskich, którzy osiedlili się w tym miejscu w celu ukrycia się przez prześladowaniami ze strony Habsburgów. Kilkudziesięcioosobowe skupisko braci czeskich stanowiła Pstrążna. Bracia z Pstrążnej określali siebie jako „lud biblijny” i nie utrzymywali kontaktów z innymi zborami tego wyznania działającymi w ukryciu, co podyktowane było względami bezpieczeństwa. W połowie XVIII wieku zostali oni jednak odkryci, w związku z czym w 1760 doszło do aresztowania lub wygnania wielu z nich, a ich publikacje spalono.
Po przejściu tego terenu pod władanie Królestwa Prus w 1763 pozostali w Pstrążnej bracia czescy mogli zacząć oficjalnie praktykować swoją wiarę. Nawiązali oni wówczas relacje z przedstawicielami mniejszości czeskiej wyznającymi luteranizm, osiadłymi jeszcze w 1742 w rejonie Ziębic w wyniku ich prześladowań ze względów religijnych w dotychczasowym miejscu zamieszkania. Nieposiadający własnych duchownych bracia czescy z Pstrążnej zaczęli być często odwiedzani przez duchownych ewangelickich z okolic Ziębic, którzy zajmowali się prowadzeniem nad nimi opieki duszpasterskiej.
Z inicjatywy króla Fryderyka Wilhelma II w Pstrążnej miał zostać wybudowany kościół ewangelicko-reformowany, jednak dzięki zbiórce odbywającej się na terenie całych Prus prowadzonej z inspiracji ziębickiego księdza Jana Augusta Pokornego w 1797 przystąpiono do wznoszenia kościoła w Kudowie na Górze Parkowej. Środki na jego powstanie zostały pozyskane ze również składek miejscowej społeczności braci czeskich. Został on ukończony i poświęcony w 1798.
Kościół ewangelicki w Kudowie stanowił początkowo kościół filialny podległy parafii ewangelicko-reformowanej w Gęsińcu koło Strzelina. Do 1811 prowadzone były w nim nabożeństwa zarówno dla braci czeskich, jak i luteran, a obie społeczności tworzyły tu wspólny zbór. W 1811 stał się jednak kościołem wyłącznie dla wiernych tradycji ewangelicko-augsburskiej, natomiast bracia czescy przyłączyli się następnie do Kościoła Ewangelicko-Reformowanego i wybudowali własny kościół w Pstrążnej.
Kościół ewangelicki w Kudowie był niewielką budowlą, co spowodowane było nieznacznym rozmiarem miejscowej społeczności protestanckiej. W jego sąsiedztwie założony został cmentarz, na którym zlokalizowany został m.in. grobowiec rodzinny generała Friedricha Wilhelma hrabiego von Götzen, który stanowił właściciela miejscowych dóbr.
Po II wojnie światowej kościół w Kudowie stał się własnością polskiego Kościoła Ewangelicko-Augsburskiego, a funkcjonujący tu zbór wszedł w skład parafii w Kłodzku jako jej filiał. Po zakończeniu wojny cmentarz ewangelicki zlokalizowany w pobliżu kościoła został zdewastowany, a ze znajdującego się tam grobowca rodziny von Götzen zachowana została jedynie pozostałość jego sklepienia położona za wschodnią ścianą kościoła.
W wyniku niewielkiej liczby duchownych zarówno luterańskich, jak i kalwińskich na tym terenie po zakończeniu wojny, zbór luterański w Kudowie oraz Parafia Ewangelicko-Reformowana w Pstrążnej korzystały z usług księży i kaznodziejów reprezentujących obie te denominacje. Nabożeństwa w kościele w Kudowie prowadzone były średnio raz na miesiąc. W 1975 wzbogacił się on o ołtarz, który został do niego przeniesiony ze zniszczonego kościoła ewangelickiego w Unisławiu Śląskim.
W okresie 1994–1995 miał miejsce generalny remont kościoła ewangelickiego w Kudowie-Zdroju, jednak już w 2000 został on całkowicie zrujnowany w wyniku mającego wówczas miejsce włamania do obiektu. Z uwagi na dewastację kościoła, jak również
brak możliwości finansowych jego utrzymania przez nieliczną wspólnotę (praktycznie brak wiernych w samej Kudowie i małą liczbę członków zboru macierzystego w Kłodzku skupiającego tam mniej niż 40 osób) pomimo czynionych tam remontów i napraw, podjęta została decyzja o zamknięciu obiektu. Nastąpiło to rownież w związku z brakiem wsparcia w odnowieniu kościoła po włamaniu ze strony władz lokalnych. Nabożeństwa ewangelickie na terenie miasta są od tej pory prowadzone w formule nabożeństw domowych.

### Ludwikowice Kłodzkie

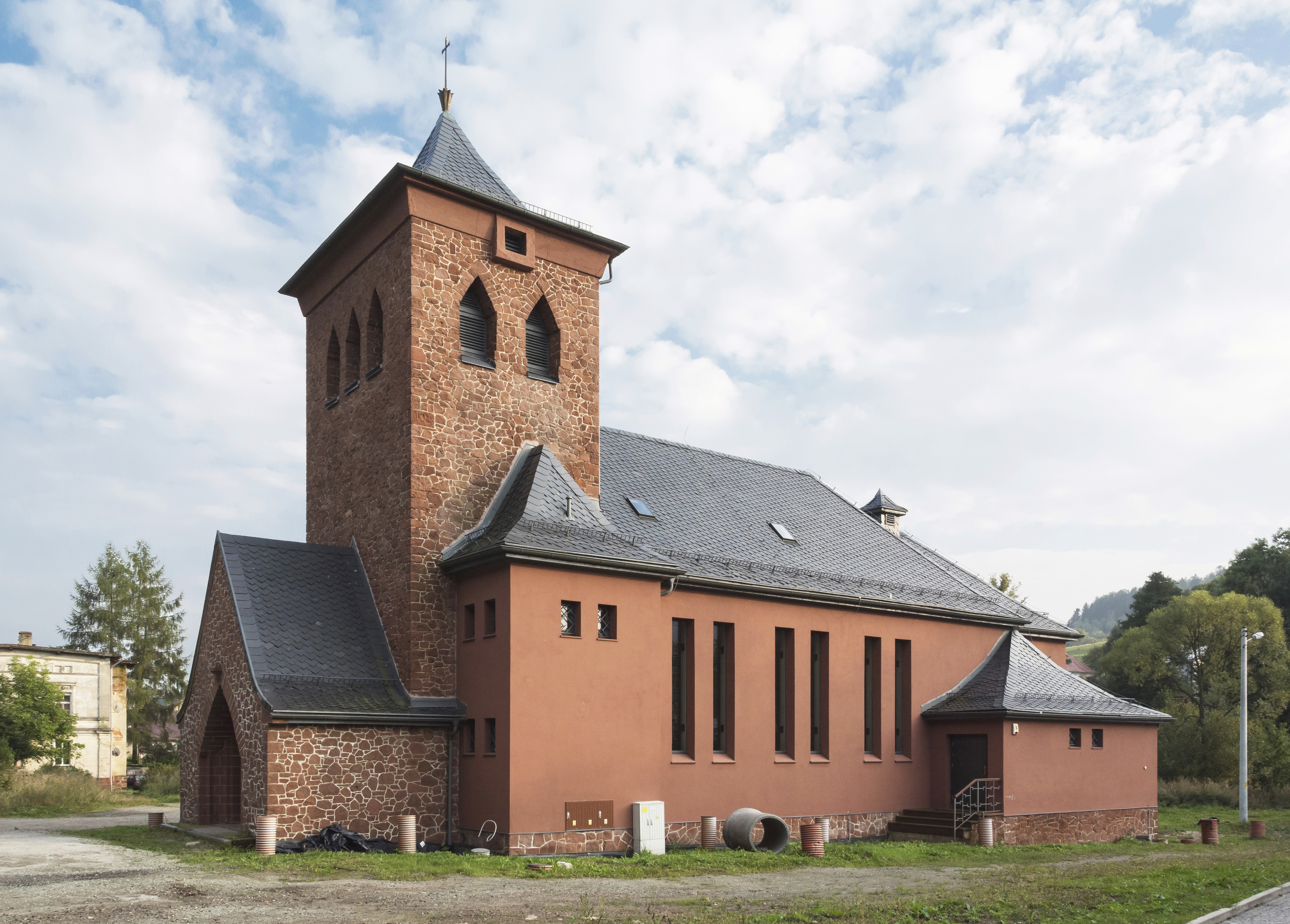
Dawny kościół ewangelicki im. Błogosławieństwa Pańskiego w Ludwikowicach Kłodzkich

W latach 1929–1930 w Ludwikowicach Kłodzkich wybudowany został kościół ewangelicki im. Błogosławieństwa Pańskiego. Został on poświęcony 29 września 1930. W jego pobliżu powstał budynek plebanii, dokąd przeniesiona została siedziba proboszcza zamieszkałego do tej pory w Jugowej. Nowa parafia skupiła zbory w okolicy działające do tej pory samodzielnie w prężnie działającą jednostkę.
W okresie II wojny światowej teren przy kościele w Ludwikowicach stanowił centrum sportowe wykorzystywane przez organizację Hitlerjugend.
Kościół ewangelicki w Ludwikowicach Kłodzkich był wykorzystywany przez miejscowy zbór do 1965, kiedy to został opuszczony przez wiernych w wyniku ich wyjazdów do Niemiec. Został następnie przejęty przez władze gminne, które przeznaczyły go na siedzibę sklepu, działającego tu w latach 1977–1989, a następnie obiekt został przekształcony w magazyn i zakład stolarski, co było powodem jego dewastacji. Dawny kościół został w 2009 wpisany do rejestru zabytków, a w latach 2010–2011 miał miejsce jego remont, wyniku którego powstało w nim Muzeum Ziemi Sowiogórskiej.

### Ołdrzychowice Kłodzkie

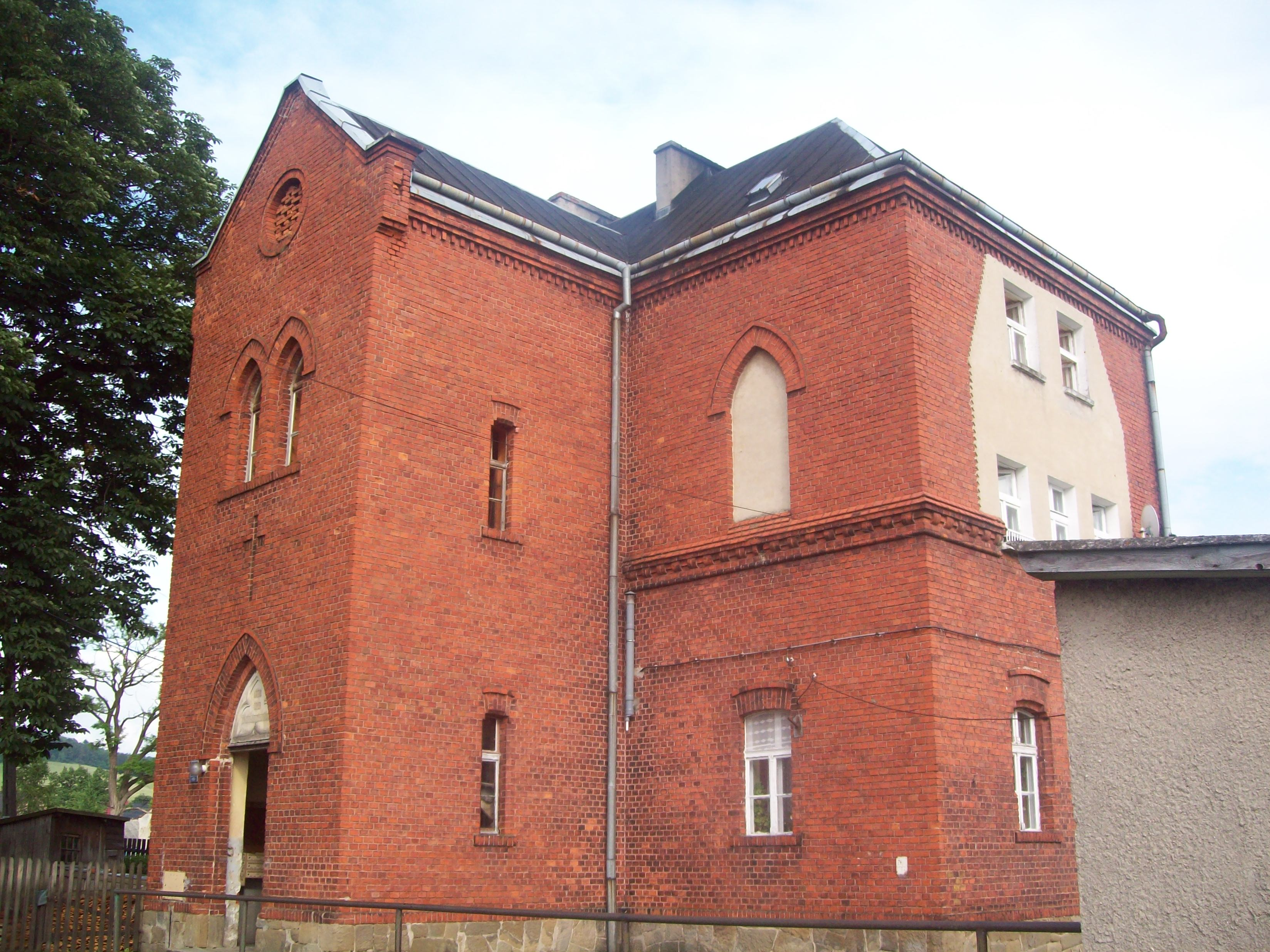
Dawny kościół ewangelicki w Ołdrzychowicach Kłodzkich

W okresie Reformacji większość mieszkańców Ołdrzychowic Kłodzkich przyjęła luteranizm. W 1550 przejęli ono miejscowy kościół parafialny
Zamieszkali we wsi ewangelicy podczas wojny trzydziestoletniej w 1620 wzięli udział w bitwie na Białej Górze, walcząc po stronie czeskiej wspierającej protestantów. W efekcie poniesionej tam klęski szlachta ołdrzychowicka została pozbawiona majątku. W 1621 miało miejsce antykatolickie powstanie, którego inicjatorami byli chłopi pochodzący z Ołdrzychowic, Jaszkowej Górnej, Rogówka, Skrzynki i Żelazna, którzy powołali związek obronny. Powstanie zostało spacyfikowane przez wojsko saskie i podczas jego trwania zginęło około 200 uczestniczących w nim chłopów. W 1622 zlokalizowany tu kościół stał się na powrót rzymskokatolickim. W następstwie zdławionego powstania miejscowość doświadczyła zapaści gospodarczej, która utrzymywała się przez kilkanaście kolejnych lat.
W związku z przyrostem liczby mieszkańców Ołdrzychowic Kłodzkich w XIX wieku i związanym z tym zwiększeniu się liczby miejscowych ewangelików, z inspiracji tutejszego fabrykanta Hermanna Dietricha Lindheima w miejscowości powstała szkoła ewangelicka. Dzięki przeprowadzonej przebudowie jej siedziby w 1883 w budynku tym powstał również kościół ewangelicki, który stał się filią parafii w Kłodzku. Po zakończeniu II wojny światowej kościół wraz ze szkołą stał się własnością ołdrzychowickiej parafii rzymskokatolickiej.

### Opolnica

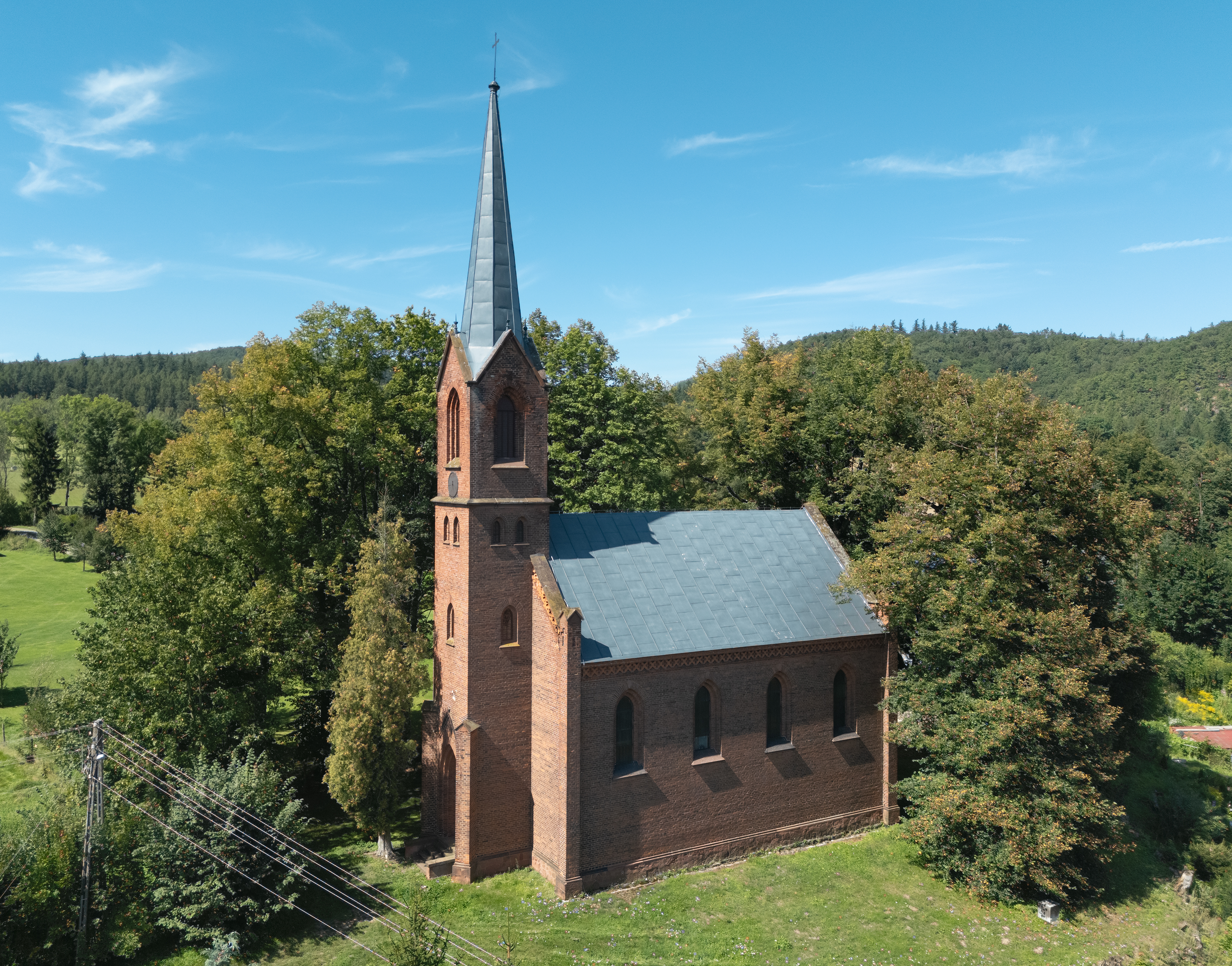
Kościół ewangelicki w Opolnicy

Opolnica w okresie Reformacji od około 1530 stanowiła lokalny ośrodek protestancki, a w niedługim czasie miejscowi luteranie przejęli tutejszy kościół rzymskokatolicki.
W okresie trwania wojny trzydziestoletniej mieszkańcy wsi w celu uniknięcia pacyfikacji miejscowości przez wojska austriackie oraz najętych przez cesarstwo polskich oddziałów lisowczyków postanowili o opuszczeniu swoich domów i ukryciu się w lasach Gór Bardzkich. Założyli tam nową osadę określaną jako „pusta wieś”. Została ona zlokalizowana pomiędzy szczytami Leszek, Klimek i Kukuła. Zbudowane tam zostały ich domy, a niektóre obejścia zostały wyposażone w ziemne piwnice z murowanymi wejściami, funkcjonowała również mała gospoda. Pozostałości tej osady zostały odkryte w końcu XIX wieku.
Po powrocie ludności do Opolnicy doszło do przymusowej rekatolicyzacji miejscowego kościoła w 1653. W 1708 stał się on na powrót ewangelickim, co nastąpiło w wyniku postanowień ugody altransztadzkiej i stanowił on jeden z nielicznych obiektów zwróconych ewangelikom na jej mocy.
W okresie 1864–1865 na miejscu dotychczasowego budynku powstał nowy kościół, który otrzymał imię Zbawiciela.
11 lipca 1895 dzięki dotacji udzielonej przez Marie von Kramsta z Morawy w Opolnicy został poświęcony budynek „Dom Jadwigi” (Hedwigshaus), mieszczący ewangelicki dom wypoczynkowy dla ząbkowickich diakonis oraz pokoje do wynajęcia dla nauczycielek. Do placówki tej należał także niewielki budynek „Wiesenhaus” pełniący funkcję ewangelickiego domu modlitwy. W późniejszym czasie „Dom Jadwigi” działał jako Ośrodek Wypoczynkowy „Złota Jabłoń”
Na terenie wsi zlokalizowany jest cmentarz ewangelicki, który był wykorzystywany do celów pochówków do lat 60. XX wieku. Uległ on prawie całkowitej dewastacji przez ludność napływową.

### Polanica-Zdrój

#### Zbór filialny w Polanicy i Kościół Pamięci Cesarza Fryderyka

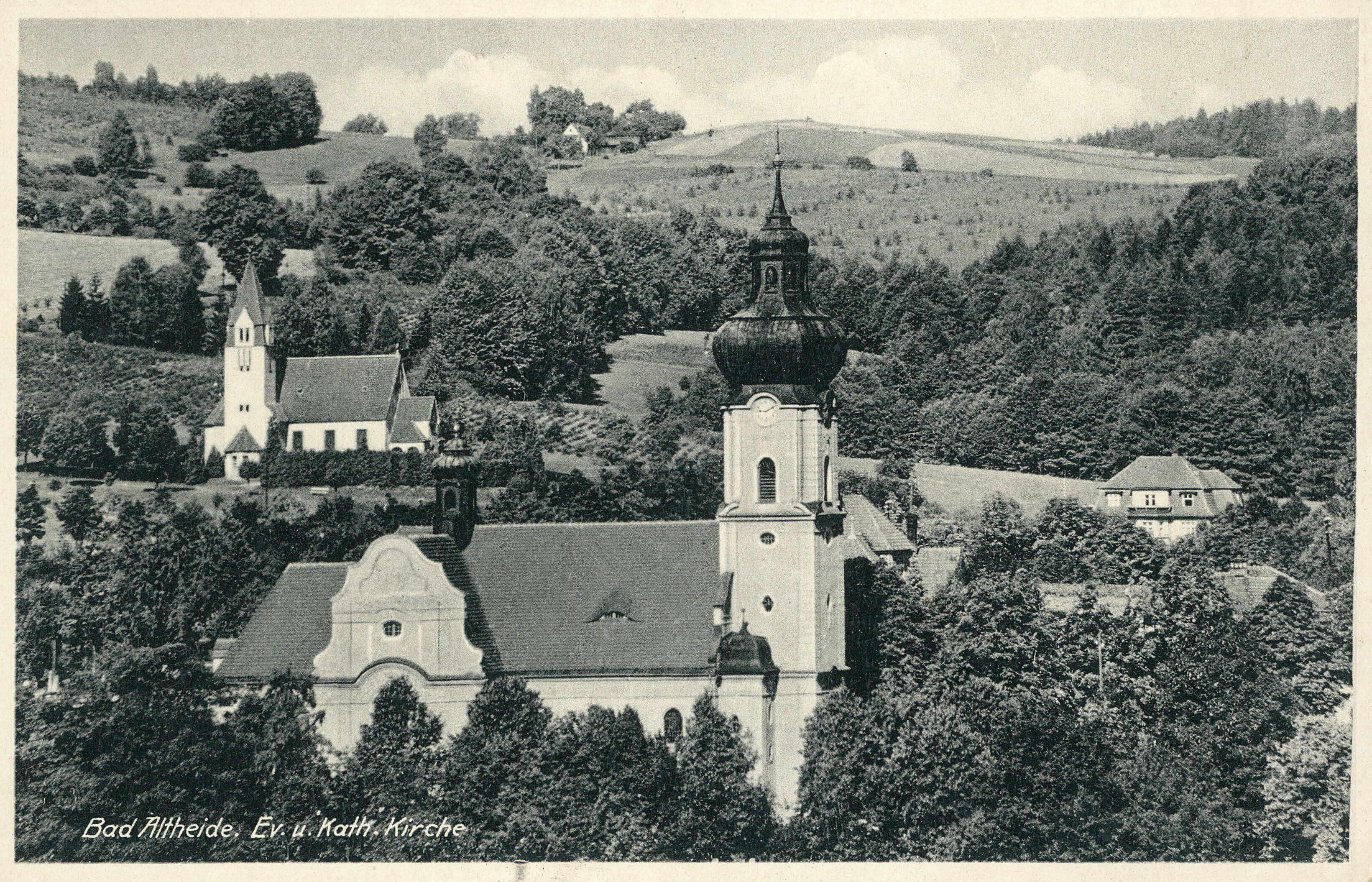
Widok kościołów w Polanicy-Zdroju. Kościół ewangelicki położony jest w głębi zdjęcia

Ludność Polanicy w trakcie Reformacji w większości poparła protestantyzm. Od czasu rozpoczęcia wojny trzydziestoletniej w brutalny sposób została zaprowadzona rekatolicyzacja tego terenu, w trakcie której zamieszkałych tu ewangelików zmuszono do przyjęcia katolicyzmu bądź wysiedlono.
Po wojnach śląskich ziemie te przypadły Królestwu Prus, co doprowadziło do zmiany sytuacji wyznaniowej. Na teren hrabstwa kłodzkiego zaczęli przybywać urzędnicy zatrudnieni w nowej administracji, z których większość stanowili wyznawcy luteranizmu, jak również kalwinizmu.
Pierwsze nabożeństwa ewangelickie za czasów pruskich w Polanicy zaczęły być prowadzone początkiem XX wieku dla przybywających do tego uzdrowiska kuracjuszy. Początkowo organizowano je w budynku gospody Grüner Wald (współcześnie ul. Kłodzka 1) oraz w hotelu „Tiroler Hof” (ul. Zdrojowa 15).
W 1912 w Polanicy powstał filiał parafii ewangelickiej w Kłodzku, działającej w strukturach Ewangelickiego Kościoła Unii Staropruskiej. Zamieszkały w Polanicy duszpasterz wspólnoty pełnił stanowisko trzeciego proboszcza parafii kłodzkiej.
W 1913 przez Ewangelicką Naczelną Radę Kościelną z siedzibą w Charlottenburgu została wydana zgoda na powstanie w Polanicy kościoła ewangelickiego. Teren pod jego wzniesienie został pozyskany na mocy darowizny od zarządu uzdrowiska i jego właściciela, Georga Haase. Haase wsparł równie budowę dotacją finansową. 16 października 1913 miało miejsce położenie kamienia węgielnego pod powstanie obiektu, a w uroczystości tej wzięła udział księżniczka Prus Charlotta Hohenzollern. Kościół budowano w stylu staroniemieckim według planów opracowanych przez Karla Klimma, a prace prowadzone były przez zakład Otto Büttnera.
Kościół Pamięci Cesarza Fryderyka został poświęcony 15 czerwca 1915. Posiadał 360 miejsc siedzących. W jego apsydzie została umieszczona wykonana z brązu płaskorzeźba z popiersiem Fryderyk III Hohenzollerna. Dwa witraże znajdujące się w bocznych oknach przy ołtarzu zostały ufundowane przez Georga Haase i przedstawiały anioła z mieczem i wagą sprawiedliwości oraz św. Jerzego zabijającego smoka. Wyposażenie kościoła w większości zostało pozyskane dzięki ofiarom na zakup przekazanym przez cesarzową Augustę Wiktorię (Biblia ołtarzowa zawierająca odręczną dedykację cesarzowej), księżniczkę Charlottę Hohenzollern (ambona i ołtarz, które powstały w znanej szkole snycerskiej z siedzibą w Cieplicach Śląskich) oraz Ludwiki Marii Hohenzollern (witraż przedstawiający św. Krzysztofa, umieszczony w środkowym oknie ołtarzowym).
Filiał w Polanicy obsługiwany był przez trzeciego proboszcza kłodzkiej parafii ks. Justa i wikariusza ks. Schade. W 1926 ewangelicy stanowili 22% społeczności miasta.
W 1938 trzecim proboszczem kłodzkim i duszpasterzem filiału w Polanicy został ks. Gerhard Scholz. Sprawował on uprzednio stanowisko proboszcza parafii w Lipinach, działającej w strukturach Ewangelickiego Kościoła Unijnego na polskim Górnym Śląsku. Został on jednak usunięty z probostwa w Lipinach po 15 lipca 1937, kiedy wygasła Konwencja genewska o Górnym Śląsku i Sejm Rzeczypospolitej Polskiej przejął zarząd komisaryczny nad Ewangelickim Kościołem Unijnym na polskim Górnym Śląsku, zwalniając 9 jego duchownych, który uznał za „proniemieckich”.
Po 1935 zbór w Polanicy stał się właścicielem willi „San Remo” przy współczesnej ul. Dębowej 9, która zaczęła następnie pełnić funkcję plebanii i zamieszkał w niej ks. Gerhard Scholz razem ze swoją rodziną. W 1942 proboszcz Scholz otrzymał powołanie do wojska i został skierowany do walki na froncie w Rumunii. Jego dalsze losy pozostają nieznane, a 23 sierpnia 1944 został on uznany oficjalnie za osobę zaginioną.
Po zakończeniu II wojny światowej kościół ewangelicki w Polanicy wraz z całą parafią w Kłodzku stał się częścią polskiego Kościoła Ewangelicko-Augsburskiego. Nabożeństwa w Polanicy prowadzone były do 1957, a następnie filiał został zamknięty decyzją władz kościelnych. Doszło do tego w wyniku zmniejszającej się liczby wiernych, związanej z wysiedleniami ludności autochtonicznej oraz przenoszeniem się przybyłych tu po wojnie ewangelików z innych części Polski do większych ośrodków miejskich, jak również z powodu braku duchownych do pełnienia tu opieki duszpasterskiej, ponieważ cały obszar ziemi kłodzkiej, rejon Ząbkowic Śląskich oraz zachodni Śląsk Opolski były w tym czasie obsługiwane przez tylko jednego księdza.
Organy znajdujące się w kościele w Polanicy zostały w 1959 nabyte przez Parafię Ewangelicko-Augsburską w Koninie, a ołtarz, ambonę i chrzcielnicę przeniesiono do kaplicy ewangelickiej powstałej w Ząbkowicach Śląskich.
Nieczynny kościół w Polanicy ulegał postępującej dewastacji w związku z traktowaniem go za „poniemiecki”, co działo się przy pełnej obojętności, a nawet akceptacji ze strony miejscowych władz. Do jego rozbiórki doszło na przełomie lat 60. i 70. XX wieku. W 2005 na miejscu kościoła został ustawiony kamień pamiątkowy autorstwa Henryka Mrukowicza.
Willa „San Remo” mieszcząca wcześniej mieszkanie duszpasterza zboru została odebrana wspólnocie po zakończeniu II wojny światowej i stała się domem pierwszego polskiego burmistrza miasta. Została ona później przekazana kościołowi rzymskokatolickiemu, który w 2001–2015 prowadził w niej Dom Księży Emerytów Diecezji Świdnickiej, a następnie funkcjonował tu należący do tej diecezji ośrodek rekolekcyjno-formacyjno-wypoczynkowy „Dom Miłosierdzia”, po czym obiekt został opuszczony.

#### Cmentarz ewangelicki w Polanicy-Zdroju

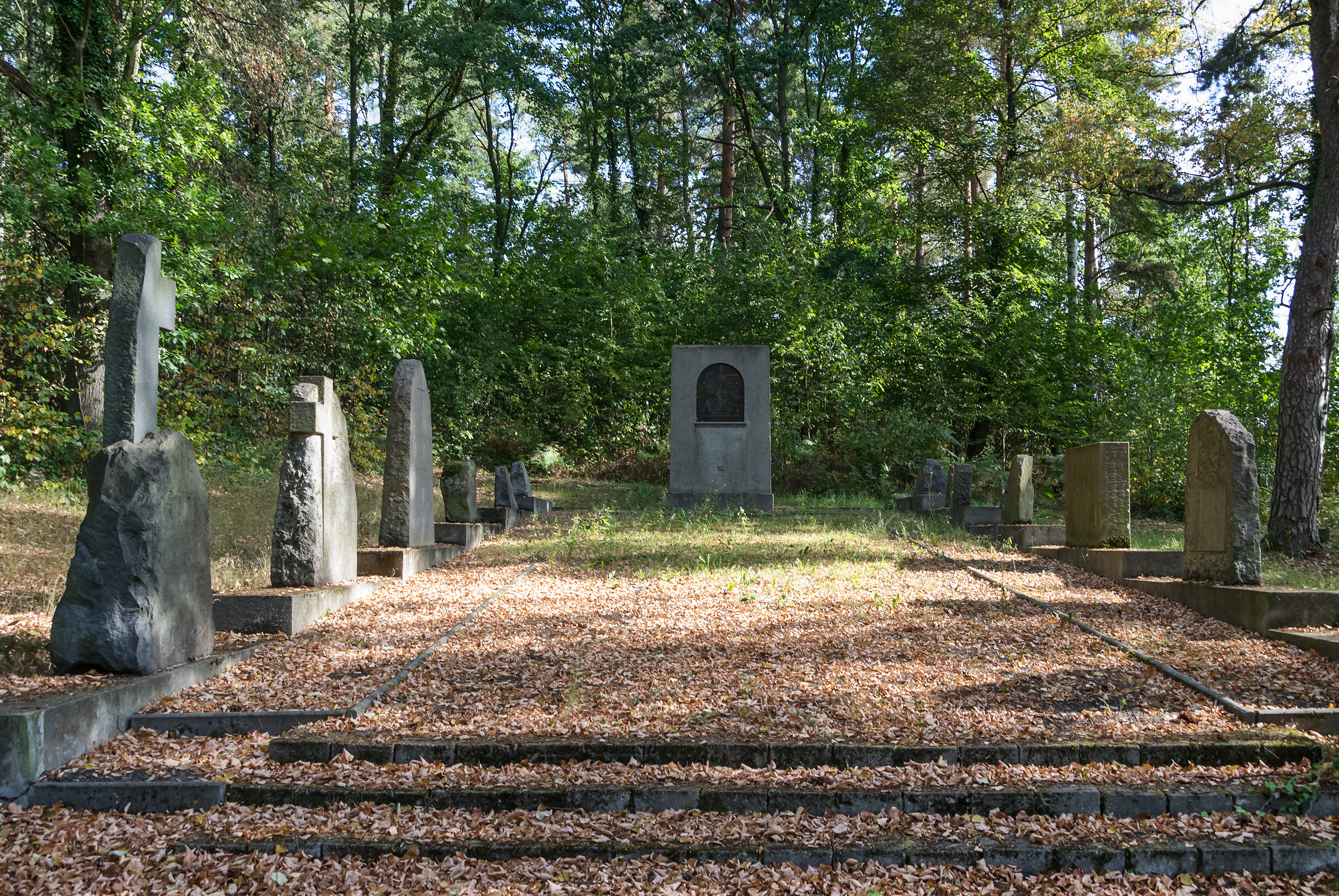
Pozostałości cmentarza ewangelickiego w Polanicy-Zdroju w 2018

W 1924 powstał cmentarz ewangelicki w Polanicy, który został założony na działce podarowanej zborowi przez Zarząd Uzdrowiska Polanica. W 1925 na cmentarzu wybudowana została kaplica, której poświęcenia dokonał 12 lipca 1925 generalny superintendent śląskiej ewangelickiej prowincji kościelnej ks. Otto Zänker.
Cmentarz został zniszczony przez ludność napływową, tak samo jak kościół, w wyniku uznania go za „poniemiecki”. W 2006 doszło do zabezpieczenia jego pozostałości. Na terenie nekropolii powstało lapidarium w formie alei, wzdłuż której zostały ustawione zachowane płyty nagrobkowe. Z nagrobka Käthe Fundner powstał ustawiony tam pomnik, na którym umieszczono napis „Pamięci dawnych ewangelickich mieszkańców Polanicy-Zdrój. Ich prochy złożono tu do ziemi Bożej przed 1946 rokiem” w języku polskim i niemieckim. Na terenie nekropolii przetrwały stare drzewa oraz resztki niegdyś istniejących grobów.

#### Diakonise w Polanicy-Zdroju
W 1914 w Polanicy-Zdroju została utworzona placówka diakonatu „Adelberdt-Diakonissenmutterhaus” z siedzibą Krośnicach, działającego tam od 1862 i założonego przez hrabiego Adelberdta von dem Recke-Volmarstein oraz jego żonę. Placówka mieściła się w zakupionym przez siostry dawnym pensjonacie „Helene” przy współczesnej ul. Ogrodowej 7, którego budynek został wzniesiony około 1910 przez przedsiębiorstwo budowlane Otto Büttnera z przeznaczeniem do wykorzystywania przez zarząd miejscowego uzdrowiska. Diakonise utworzyły w „Helene” luksusowy ośrodek, łączący funkcje lecznicze i wypoczynkowe, który częściowo służył także na cele mieszkalne dla sióstr. Budynek został wyposażony w ogrzewanie centralne, windę dla mieszkańców, jak rownież ogród z wzniesioną tam halą do leżakowania.
Również w 1914 siostry nabyły kolejny budynek zlokalizowany przy współczesnej ul. Górskiej 4, który powstał około 1905 jako ośrodek „Herzlieb”. Diakonise zmieniły jego nazwę na „Leopoldshöh”. Pensjonat promowano jako chrześcijański ośrodek oferujący wyśmienitą kuchnię i rozległy ogród. Jego pokoje wyposażone były w balkony oraz centralne ogrzewanie.
W 1926 w przybudówce obiektu „Helene” otwarte zostało biuro siostry Luzé, która pracowała jako siostra zborowa w polanickim filiale parafii w Kłodzku. Była ona odpowiedzialna za koordynację pomocy społecznej, zarówno materialnej, jak i duchowej, dla wszystkich potrzebujących członków filiału, a w razie potrzeby także dla osób spoza niego.
Po II wojnie światowej pensjonat „Helene” prowadzony przez diakonise został przekształcony w Sanatorium nr 3 Powszechnej Spółdzielni Spożywców „Społem”, który przyjął z biegiem czasu nazwę „Magnolia”. W 2001 został on odzyskany przez Parafię Ewangelicko-Augsburską w Kłodzku w związku procesem rewindykacyjnym jej mienia przedwojennego, a następnie w 2005 w budynku tym działalność rozpoczął dom spokojnej starości „Arkadia”, zarządzany przez prywatną firmę i przyjmujący pensjonariuszy niezależnie od wyznania.
W budynku pensjonatu „Leopoldshöh” w 1949 rozpoczął działalność Dom Wypoczynkowy „Krokus”, należący do Funduszu Wczasów Pracowniczych. W latach 2001–2004 nastąpiła modernizacja obiektu, po zakończeniu której uruchomione w nim zostało sanatorium „Stary Zdrój”.

### Ząbkowice Śląskie

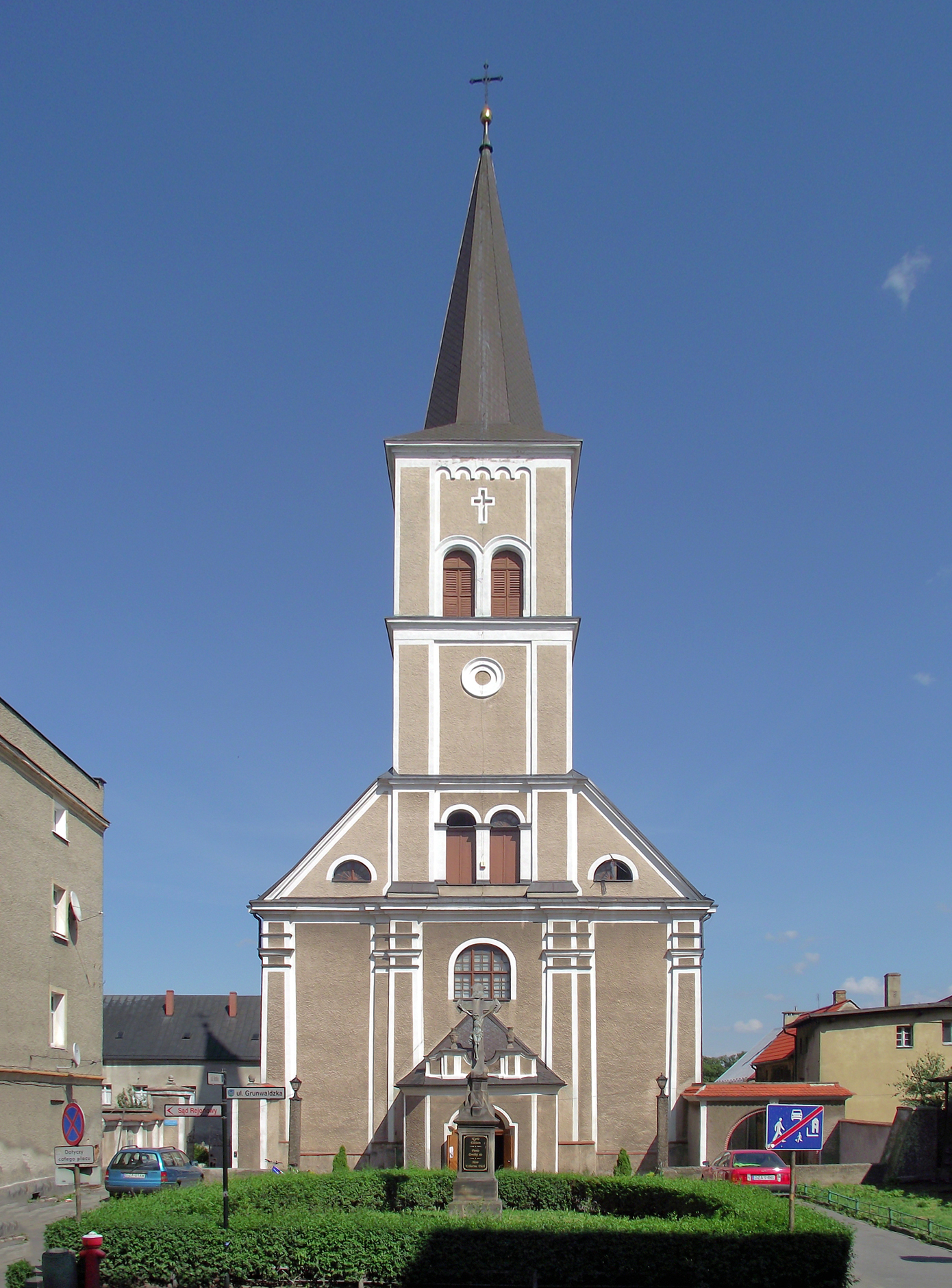
Dawny kościół ewangelicki w Ząbkowicach Śląskich

Po śmierci w 1536 sprawującego władzę na terenie Ząbkowic Śląskich Karola I jego czterej synowie przyjęli luteranizm. W 1541 zlikwidowany został miejscowy klasztor dominikanów, a znajdujący się tam kościół rzymskokatolicki uległ zamknięciu. W 1542 obiekty dawnego klasztoru stały się własnością władz miasta, które przystąpiły do przygotowania kościoła do prowadzenia w nim nabożeństw ewangelickich. Pierwsze z nich miało miejsce 28 października 1546 i zostało poprowadzone przez diakona Marcina Henniga.
W 1626 na mocy zarządzenia cesarza Ferdynanda II Habsburga dotyczącego zwrotu katolikom należących do nich wcześniej kościołów nakazano oddanie również dawnego klasztoru i kościoła w Ząbkowicach. Spotkało się to ze sprzeciwem rady miejskiej, która jednak poddała się żądaniom cesarza po opublikowaniu przez niego w 1629 edyktu restytucyjnego. Kościół i klasztor został objęty wówczas przez katolickiego proboszcza, zamieszkali tu również ponownie dominikanie. W 1632 kompleks klasztorny wraz z kościołem uległ zniszczeniu w wyniku pożaru. Został odbudowany częściowo w 1639, natomiast kompleksowa odbudowa rozpoczęta została w 1655 i trwała do 1687. W kolejnych latach odbywały się dalsze remonty związane z uszkodzeniami obiektu z powodu zawalenia się ściany frontowej, trzęsienia ziemi oraz uderzenia pioruna.
Po przejściu Ząbkowic pod panowanie Pruskie w 1810 wszystkie klasztory nie zajmujące się opieką nad chorymi i sierotami zostały zamknięte. Likwidacji uległ wówczas również klasztor ząbkowicki. Początkowo zezwolono na zachowanie przez zakonników kościoła oraz tymczasowe zamieszkanie przez nich w należących dawniej do zakonu zabudowaniach. Urząd miasta wraz z mieszkańcami zwrócił się z prośbą do władz pruskich o zachowanie kościoła klasztornego do kultu katolickiego, a zgodę na to otrzymano pod warunkiem utrzymania finansowego jednostki przez magistrat. Nie mógł on jednak ponieść tych kosztów bez pomocy udzielonej przez państwo, na co nie pozyskał aprobaty.
W czasie prowadzenia likwidacji rzymskokatolickich klasztorów ząbkowicka parafia ewangelicka liczyła około 300 członków w samym mieście, a wraz z mieszkańcami okolicznych wsi skupiała w sumie 800–1000 wiernych. Nabożeństwa luterańskie odbywały się w miejscowej hali targowej Schmetterhaus, w sali zlokalizowanej nad mieszczącymi się w obiekcie sklepami rzeźnickimi. W związku z tym położeniem ewangelicka rada kościelna zwróciła się z pismem do komisji likwidacyjnej w celu przekazania jej prawa do współużytkowania kościoła klasztornego razem z katolikami, co określała za szansę na zbliżenie się wspólnot obu denominacji oraz przyczynienie się do obniżenia kosztów utrzymania kościoła przez katolików, dzięki podzieleniu wydatków pomiędzy obie parafie.
19 grudnia 1814 ewangelicka parafia cywilna i garnizonowa otrzymały dawny kościół klasztorny do wyłącznego użytkowania przez nie. W budynkach klasztornych miała funkcjonować szkoła wojskowa. Z decyzją tą nie zgodziła się stojąca po stronie kościoła katolickiego rada miejska, która wystosowała odwołanie do Fryderyka Wilhelma III argumentując to niemożnością utrzymania kościoła przez nieliczny zbór ewangelicki, jednak nie przyniosło to rezultatu. Ostateczna decyzja o przekazaniu ewangelikom kościoła zapadła 31 lipca 1815 we Wrocławiu, a w wyniku obaw o rozruchy wśród ludności miasta polecono przeprowadzić zamknięcie kościoła w sposób ostrożny. 23 sierpnia 1815 przeorowi zakonu ojcu Wincentemu Nitschke polecono, że 24 sierpnia ma poprowadzić ostatnią mszę, a po jej zakończeniu zamknąć kościół i odnieść klucze burmistrzowi Polenzowi, nie komunikując wiernym zamknięcia kościoła. Zamieszkali w klasztorze mnisi częściowo zostali przeniesieni do innych placówek poza granicami kraju, a pozostałych skierowano na emeryturę.
Kościół został przekazany ewangelikom 16 października 1815. Budynki klasztorne zostały następnie przystosowane na mieszkanie dla proboszcza, kantora oraz kościelnego. Część pomieszczeń przeznaczono na potrzeby szkoły ewangelickiej, która została tu przeniesiona w 1816 i funkcjonowała w tej lokalizacji do 1865.
Ewangelicy użytkowali kościół do czasu zakończenia II wojny światowej. W 1946 został on przejęty przez franciszkanki Najświętszego Sakramentu pochodzące ze Lwowa.
Nabożeństwa ewangelickie w Ząbkowicach prowadzone dla działającego tam filiału Parafii Ewangelicko-Augsburskiej w Kłodzku odbywają się w kaplicy urządzonej w dawnym domu diakonis przy ul. Piastowskiej 8.

### Ewangelicki Diakonijny Zakład Opiekuńczy w Ząbkowicach Śląskich

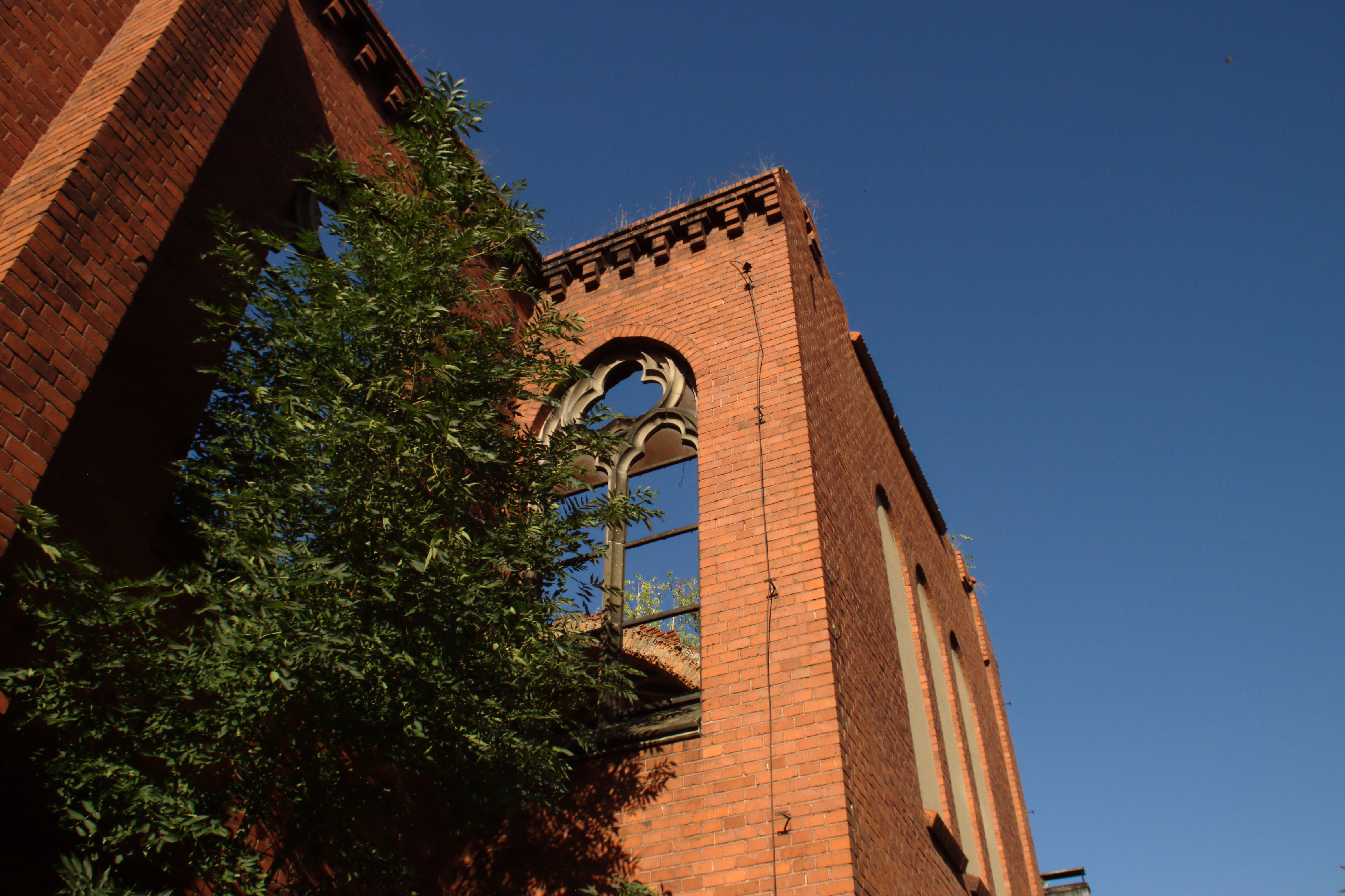
Ruiny kościoła Ewangelickiego Diakonijnego Zakładu Opiekuńczego w Ząbkowicach Śląskich

#### Początki diakonatu
24 kwietnia 1858 w Ząbkowicach Śląskich miał miejsce pożar miasta, na skutek którego sytuacja materialna jego mieszkańców uległa pogorszeniu, a kilkaset osób zostało pozbawionych mieszkania. W celu pomocy poszkodowanym w pożarze powstała kuchnia wydająca im posiłki oraz magazyn odzieży i produktów spożywczych. Już dwa tygodnie po pożarze proboszczowi tutejszej parafii ewangelickiej ks. Hermannowi Graeve przekazane zostały anonimowo środki pieniężne w celu wsparcia pogorzelców, a wkrótce wpłynęła kolejna dotacja. Pieniądze te proboszcz postanowił spożytkować na pomoc dla sierot oraz dzieci, które ucierpiały na skutek pożaru. Decyzja ta spotkała się z pozytywnym przyjęciem przez Wyższą
Radę Ewangelicką, która również wsparła finansowo inicjatywę. Proboszcz otrzymał również kolejną dotację od pierwszego ofiarodawcy. Umożliwiło to zakup przez duchownego w 1859 nieuszkodzonego w pożarze budynku położonego przy zamku w Ząbkowicach, mieszczącego wcześniej kwesturę, a następnie sąd powiatowy. Obiekt dysponował 10 pokojami i dwoma wejściami. Usytuowany był przed nim plac, a także ogród zajmujący jedną morgę.
Do prowadzenia powstałej tu placówki została powołana Ewangelicka Fundacja „Tabeenstift” w Ząbkowicach Śląskich, której statut został uchwalony 31 maja 1859 i zatwierdzony przez nadprezydenta prowincji śląskiej Johanna Eduarda von Schleinitza. Według statutu działalność fundacji skierowana była do młodzieży żeńskiej, natomiast do głównych celów jej funkcjonowania należało wychowanie, kształcenie i opieka nad nią, prowadzona zgodnie z nauką luteranizmu. Fundacja postanowiła o uruchomieniu sierocińca dla dziewcząt, szkoły gospodarstwa domowego dla wszystkich uczennic z miasta oraz przytułku dla osieroconych niemowląt i kobiet w trudnym położeniu życiowym, a w wyjątkowych przypadkach również mężczyzn.
7 maja 1860 został otwarty sierociniec oraz przytułek, natomiast szkoła gospodarstwa domowego uruchomiona została 9 maja tego roku. Prowadzeniem wszystkich placówek zajmował się kierownik domu wraz z jego żoną. Fundacja „Tabeenstift” podlegała Konferencji Misji Wewnętrznej dla powiatów dzierżoniowskiego, niemczańskiego i ząbkowickiego. Konferencja powoływała Zarząd Fundacji, w którym na sześcioletnią kadencję zasiadało siedem osób. Pierwszą kadencję zarządu pełnili hrabia Rödern, kaznodzieja Raillard, radca sądu powiatowego Heege, kupiec Wollf oraz pastorzy Suckow, Fichtner i Graeve.
W instytucjach założonych przez ks. Graeve służbę pełniły siostry diakone. Przytułek i sierociniec funkcjonujące jako ochronka dla dzieci prowadzone były przez siostrę Helene von Staa, która przyjechała tu z Kaiserswerth. Z uwagi na potrzebę przyjęcia do pracy większej liczby diakonis, 15 kwietnia 1866 dokonano wynajęcia domu zlokalizowanego w dawnym Ogrodzie Fischera, do którego kilka dni później przeniesiono prowadzenie ochronki. 3 maja 1866 na okres próbny przyjęte zostały trzy siostry – Auguste Krug, Anna Härthe i Klara Becker, które zamieszkały w utworzonym wówczas tu Domu Macierzystym, którego przełożoną została siostra Hedwig hrabina von Stosch. 7 maja 1866 nowy budynek został poświęcony jako Ewangelicki Diakonijny Zakład Opiekuńczy dla Dzieci i Ubogich.

#### Rozwój placówek opiekuńczych w XIX wieku
W 1867 otwarty został dom „Jope”, natomiast 6 listopada 1868 w budynku przy ul. Krzywej darowanym proboszczowi przez Karla Friedricha Lamma uruchomiono szpital „Bethanien”.
Siostry z ząbkowickiego diakonatu pełniły pracę zarówno na terenie samych Ząbkowic Śląskich, jak i w stacjach
diakonijnych na terenie innych miejscowości, w których przeważnie funkcjonowały własne parafie ewangelickie. Pierwszą ze stacji zamiejscowych diakonatu w Ząbkowicach uruchomiono 4 maja 1867 w Sielikowie. Początkiem lat 70. XIX wieku działało już 18 stacji zamiejscowych. W Domu Macierzystym w Ząbkowicach zamieszkiwało wówczas 29 diakonis. Około 1875 należało do niego już 61 sióstr, z których 25 pracowało w jednostkach podlegających Domowi Macierzystemu, 9 w przedszkolach, 6 w placówkach opieki nad chorymi, 5 w domach czeladzi, 4 w domach opieki, a 1 w sierocińcu. Ząbkowickie diakonise świadczyły wtedy opiekę w sumie nad 2200 dziećmi, a także prowadziły zajęcia prowadzenia gospodarstwa domowego dla 1500 uczennic. W II powie lat 80. XX wieku były tu już 122 siostry obsługujące 64 placówki.
9 września 1873 rozpoczęte zostały prace budowlane w celu powiększenia budynku w Ogrodzie Fischera. 1 listopada 1873 położony został kamień węgielny, a uroczystość poświęcenia przebudowanego Domu Macierzystego miała miejsce 6 lipca 1874. Stał się on trójkondygnacyjnym budynkiem na planie litery „L” z dwuspadowym dachem. W 1878 dotychczas wynajmowany budynek został wykupiony na własność Ewangelickiego Diakonijnego Zakładu Opiekuńczego.
W 1879 współpracę z diakonatem rozpoczęła prowadzić Maria von Kramsta, stanowiąca właścicielkę pałacu w Morawie. W należących do niej dobrach powstawały prowadzone przez siostry stacje opiekuńcze. Nawiązała ona także przyjaźń z przełożoną diakonatu Hedwig hrabiną von Stosch.
16 lutego 1881 odbyło się poświęcenie kolejnego budynku Fundacji „Tabeenstift”, którym została „Lydda”. W 1882 dokonano nabycia następnego budynku przy ul. Krzywej, który został odkupiony od budowniczego Juliusza Glatzera, wpierającego Zakład Opiekuńczy. Otrzymał on nazwę „Salem” i urządzona w nim została plebania oraz dom wypoczynkowy dla chorych diakonis.
Na spotkaniu w dniu 9 grudnia 1883 zainicjowano temat powtórnego powiększenia Domu Macierzystego. W związku z tym w listopadzie 1885 do jego siedziby dobudowane zostało nowe skrzydło. Ponadto w związku z pragnieniem otwarcia przez przez siostry domu opieki nad osobami starszymi oraz chorymi dziećmi 7 czerwca 1890 zakupiono dom zlokalizowany w pobliżu siedziby Fundacji „Tabita” przy współczesnej ul. Kłodzkiej, gdzie 9 października 1890 poświęcony został nowo otwarty dom opieki „Emmaus”. Po jego późniejszej przebudowie 30 maja 1904 dokonano ponownego poświęcenia domu „Emmaus”.
Decyzją zarządu szpitala „Bethanien” postanowiono o powstaniu dla niego nowego budynku, zlokalizowanego w bliskości sierocińca „Tabeenstift” przy współczesnej ul. Armii Krajowej 52. Jego nowa siedziba została poświęcona 10 lipca 1894. W zwolnionym przez szpital budynku przy ul. Krzywej w październiku 1894 działalność rozpoczęła szkołę gospodarstwa domowego „Luisenheim”.
W latach 1898–1899 w sąsiedztwie Domu Macierzystego powstał dom sióstr-emerytek „Elim”. W 1901 zakupiony został budynek drugiej plebanii „Sunen”, natomiast w 1904 zakończono przebudowę domu opieki „Emmaus”.

#### Budowa kościoła zakładowego
10 lipca 1894 położony został kamień węgielny pod budowę kościoła zakładowego („Anstaltskirche”). 4 listopada 1895 miała miejsce uroczystość jego poświęcenia, w której uczestniczył książę Albrecht Hohenzollern z Kamieńca Ząbkowickiego razem ze swoją żoną.
Kościół powstał w stylu neogotyckim i został wzniesiony na planie krzyża łacińskiego. Jego westwerk zakończony został strzelistym dachem hełmowym. Prezbiterium kościoła zostało przykryte sklepieniem żebrowym, natomiast nawa – dwuspadowym dachem, który od wewnętrznej strony pozostawał bogato rzeźbiony. Kościół posiadał skromne wyposażenie, do którego należał ołtarz z obrazem przedstawiającym Ukrzyżowanie Jezusa Chrystusa, niewielka ambona ozdobiona wizerunkami Ewangelistów, ławki ustawione w dwóch rzędach, a także prospekt organowy. Organy powstały w zakładzie Heinricha Schlaga w Świdnicy i wyposażone zostały w 10 głosów.
Wnętrze kościoła było polichromowane, a w oknach znajdujących się w prezbiterium umieszczone zostały witraże „Chrystus wśród dzieci” i „Chrystus uzdrawiający chorego”. Na ścianach prezbiterium znajdowały się malunki stylizowanych wstęg, na których wypisane były słowa ośmiu błogosławieństw, stanowiących początkowe słowa Kazania na górze wygłoszonego przez Jezusa na Górze Błogosławieństw. Nad łukiem tęczowym wypisany został tekst „Ja jestem drogą, prawdą i życiem. Nikt nie przychodzi do Ojca, jak tylko przeze mnie”, pochodzący z Ewangelii Jana 14,6. Na wieży kościelnej umieszczono dzwon oraz zegar powstały w zakładzie A. Eppner & Co. w Srebrnej Górze. Pod kościołem powstało przestronne pomieszczenie, gdzie przeniesiona została ochronka dla dzieci.

#### Funkcjonowanie zakładu w XX wieku do I wojny światowej
Na początku XX wieku zapadła decyzja o połączeniu skrzydłem Domu Macierzystego z kościołem zakładowym, a poświęcenia kamienia węgielnego pod budowę dokonał Friedrich Wilhelm Wiktor Hohenzollern z Kamieńca Ząbkowickiego, sprawujący stanowisko landrata ząbkowickiego. Ukończone skrzydło zostało poświęcone 24 sierpnia 1909. W 1909 powstała również neogotycka brama wjazdowa do Domu Macierzystego, zlokalizowana od strony ul. Krzywej, a 1911 dokonano poświęcenia nowego budynku plebanii „Sola Fide”, położonego przy współczesnej ul. Armii Krajowej 48. W 1913 został otwarty nowy dom diakonis-emerytek „Prinz Albrechtshöhe”.
Finansowanie działalności diakonatu oraz przeprowadzanych przez niego inwestycji odbywało się dzięki zapisom fundacyjnym na jego rzecz dokonywanych przez członków arystokracji i szlachty oraz kupców i przedsiębiorców. Częściowo środki pochodziły także z ofiar i zbiórek przeprowadzanych przez ewangelickie parafie. Diakonat prowadził staranną ewidencję przekazywanych mu środków finansowych, jak również darów materialnych oraz żywnościowych, a roczne sprawozdania publikowane były przez jego zarząd. Siostry w przekazanych na rzecz diakonatu gospodarstwach rolnych zajmowały się również uprawą pól oraz hodowlą zwierząt.
Ewangelicki Diakonijny Zakład Opiekuńczy zajmował się też dysponowaniem środkami Fundacji „Tabeenstift”, dzięki którym finansowane było powstawanie domów dla biednych rodzin. Budynki te wzniesione zostały w 1897 w Ząbkowicach Śląskich przy ul. Legnickiej, w 1900 w Świebodzicach przy Alejach Lipowych 1 oraz w 1902 Jedlinie-Zdroju w przy ul. Cmentarnej 4.
W 1902 siostry z ząbkowickiego diakonatu podjęły pracę w domu starców i domu dziecka „Gottesgruss” w Kopańcu (nr 40). W 1911 otwarty został dom opieki „Emmastift” przy ul. Kamiennogórskiej 9 w Kaczorowie, który również pozostawał prowadzony przez diakonise i zwoją nazwę uzyskał na cześć jego fundatorki, Emmy Pattoss.
Według stanu na 1913 diakonise z Ząbkowic prowadziły pracę na terenie 126 miejscowości zlokalizowanych we współczesnych powiatach bolesławieckim, dzierżoniowskim, jaworskim, karkonoskim, kłodzkim, lwóweckim, milickim, nowosolskim, nyskim, oleśnickim, polkowickim, prudnickim, strzelińskim, średzkim, świdnickim, wałbrzyskim, wołowskim, wrocławskim, ząbkowickim, złotoryjskim i żagańskim.

#### I wojna światowa i okres międzywojenny
Po rozpoczęciu I wojny światowej siostry skierowane zostały do pracy w szpitalach polowych. W okresie międzywojennym doszło do spowolnienia rozwoju Ewangelickiego Opiekuńczego Zakładu Diakonijnego, co zostało spowodowane przez jego problemy finansowe, będące następstwem wojny. Stanowił on jednak w dalszym ciągu najdynamiczniej działającą jednostkę opiekuńczo-charytatywną na terenie całego obszaru Śląska.

#### II wojna światowa
W 1943 stanowisko przełożonej diakonatu objęła siostra Marlene Petran i pełniła je przez kolejne lata funkcjonowania instytucji w Ząbkowicach, a następnie do 1953 po przeniesieniu jej działalności do Wertheim.
Według stanu na 1 października 1943 do ząbkowickiego diakonatu należało 376 sióstr świadczących pracę w 98 stacjach diakonijnych, gdzie prowadziły opiekę chorymi i osobami starszymi, zajmowały się dziećmi i oraz pełniły pracę z młodzieżą.
Podczas działań wojennych w trakcie II wojny światowej diakonise zaangażowane zostały ponownie w służbę w lazaretach. Były to szpitale polowe m.in. w Szprotawie, Wrocławiu, Ząbkowicach Śląskich i Ziębicach. Na cele ząbkowickiego lazaretu przeznaczone zostały budynki „Bethanien, „Luisenheim” i „Tabeenstift”. W obiektach „Luisenheim” i „Tabeenstift” przebywało łącznie ponad 600 żołnierzy. W szpitalu polowym w Ząbkowicach w jeszcze w 1943 pracowało już jedynie 10 sióstr, a pozostałe, zwłaszcza chore i starsze, zostały przeniesione do Szklarskiej Poręby w celu zapewnienia im bezpieczeństwa.
Wraz ze zbliżaniem się frontu 22 stycznia 1945 wypisano żołnierzy przebywających w lazarecie w Ząbkowicach, którzy byli w stanie chodzić i polecono im przeniesienie się do bezpieczniejszej lokalizacji. Nie działały już wówczas poczta oraz zwykłe połączenia kolejowe. Pacjenci, którzy nie mogli się poruszać o własnych siłach mieli zostać odtransportowani przez pociąg sanitarny. W styczniu 1945 do domu dziecka „Tabeenstift” zostało przywiezionych 27 dzieci z Wrocławia.
Według sprawozdania siostry przełożonej Marlene Petran w 1945 przed zakończeniem wojny majątek diakonatu stanowiło 31 budynków zlokalizowanych na 18 działkach. Należały do nich m.in. kościół zakładowy i plebania, cztery domy opieki dla osób starszych i niepełnosprawnych, dwa szpitale, dwie szkoły pielęgniarskie, siedziby szkoły podstawowej oraz szkoły wyższego stopnia dla dziewcząt, dwa domy wypoczynkowe dla diakonis, dom wypoczynkowy dla nauczycielek, dom wypoczynkowy dla dzieci i dwa pozostałe domy wczasowe, budynki mieszczące mieszkania dla robotników, dom wychowawczy, internat żeński, ochronka, szkoła dla przedszkolanek oraz dom dla wdów po pastorach. Działało również niewielkie gospodarstwo rolne.
14 lutego 1945 z Ząbkowic wyjechała żona pastora diakonatu ks. Friedricha Buschbeka wraz z ich dziećmi. 15 lutego 1945 do Lądku-Zdroju razem ze swoimi podopiecznymi ewakuowane zostały siostry zajmujące się sierocińcem „Tabeenstift”. W wyniku utrudnień droga pociągiem z Ząbkowic do Lądku zajęła ponad dobę. Na miejscu przybyli zostali przewiezieni autobusami zorganizowanymi przez organizację „Nationalsozialistische Volkswohlfahrt” do opuszczonych budynków miejscowego uzdrowiska. Z uwagi prośbę przełożonej sierocińca siostry Emmy Süssenbach o umieszczenie wszystkich dzieci i sióstr w jednym budynku w celu prowadzenia odpowiedniej pieczy nad wychowankami placówki w nowej lokalizacji, sierociniec rozpoczął działalność w sanatorium „Biele-Schloß” (współcześnie ul. Spacerowa 10). W sanatorium zamieszkały też dzieci z innych instytucji, ale dla dawnego „Tabeenstift” zostało przeznaczone jedno piętro budynku, gdzie każde z dzieci otrzymało swoje własne łóżko. Siostry wraz z wychowankami regularnie brały udział w nabożeństwach. Kazania były wygłaszane przez ks. Tepera, który przeniósł się do Lądku-Zdroju razem ze swoimi zborownikami z Nieszkowic. Prowadził on także nabożeństwa dla dzieci. Diakonise organizowały dla dzieci spacery po parkach zdrojowych oraz lasach, w celu wykorzystania uzdrowiskowego charakteru miejscowości.
Jednak co tydzień jedna lub dwie diakonise udawały się z Lądku do Ząbkowic w celu zabrania stamtąd jedzenia i potrzebnych rzeczy, które były umieszczane w tzw. „skarbcu”, a funkcjonowanie tego magazynu zostało zatajone przez siostry przed Volkssturmem. 18 lutego 1945 wszystkie siostry pozostałe jeszcze do tej pory w Domu Macierzystym w Ząbkowicach opuściły miasto, a budynki zakładu opiekuńczego zostały zajęte przez Volkssturm.

#### Okres powojenny
8 maja 1945 doszło do zakończenia wojny. Sanatorium „Biele-Schloß” uniknęło jednak rabunków prowadzonych wówczas przez Armię Czerwoną, a żaden z żołnierzy radzieckich nie wszedł do budynku. W późniejszym czasie siostry zostały odwiedzone przez trzech oficerów, którzy oglądali obiekt z zewnątrz, a ich kontakt z diakonisami ograniczył się do zapytania, czy nad umieszczonymi w nim dziećmi sprawowana jest właściwa opieka.
19 maja 1945 w Ząbkowicach zaprowadzona została polska administracja. 21 maja 1945 pierwsza grupa sióstr i części dziewcząt pozostających pod ich opieką udała się w drogę do miasta z Lądku-Zdroju. Przeszły one przez góry do Złotego Stoku, skąd pociągiem przyjechały do Ząbkowic. Budynek „Tabeenstift” zastały w tragicznym stanie. Przystąpiły do remontu najpilniej potrzebnych pomieszczeń obiektu, a wszystkie prace prowadzone były przez nie same. Występowały problemy w zaopatrzeniu żywnościowym, a spowodowane tym niewłaściwe odżywianie dzieci doprowadziło do wystąpienia wśród nich chorób układu pokarmowego. W wyniku przebywania Volkssturmu obiektach diakonijnych w końcowym etapie wojny siostry zostały pozbawione plonów z prowadzonych tam przez nie pól i ogrodów, w związku z czym żywienie ich i podopiecznych zależało od darów przekazywanych im przez miejscowych rolników.
W „Tabeenstift” przez diakonise zostały znalezione mundury oraz broń pozostawione tam przez Volkssturm, które zostały przez nie następnie ukryte z powodu strachu przed żołnierzami Armii Czerwonej, którzy codziennie prowadzili kontrole mieszkańców miasta narodowości niemieckiej.
6 lipca 1945 w budynku „Tabeenstift” zostało umieszczonych około 70 uchodźców z Koźla, co tymczasowo utrudniło funkcjonowanie placówki, jednak koścem sierpnia 1945 opuścili oni obiekt, który został szybko uporządkowany.
Niedługo potem zabudowania stanowiące własność Ewangelickiego Diakonijnego Zakładu Opiekuńczego przeznaczone zostały do zajęcia przez polskie władze. Do sióstr przybyła komisja, w skład której wszedł nowy polski burmistrz miasta oraz czterech innych Polaków, która przekazała siostrom informację mówiącą, że w ciągu kilku najbliższych dni będą one zmuszone opuścić ośrodek. Podczas tej wizyty została przez nich odkryta przechowywana przez siostry broń i umundurowanie, w związku z czym duszpasterz diakonatu ks. Walter Schüßler oraz przełożona placówki siostra Emma Süssenbach zostali skierowani na przesłuchanie. Końcem sierpnia 1945 do diakonis udał się polski nauczyciel, który oznajmił im, że budynek sierocińca „Tabeenstift” od września 1945 zostanie przejęty na potrzeby prowadzenia w nim liceum ogólnokształcącego. Wobec tego siostry dokonały przeniesienia funkcjonowania sierocińca do domu „Luisenheim”.
14 października 1945 nad całym obszarem Ewangelickiego Diakonijnego Zakładu Opiekuńczego zaczął być sprawowany zarząd polskiego duchownego. Siostry zwracały uwagę, że wobec bardzo złej sytuacji zaopatrzeniowej w żywność dla Niemców wydawał on wystawne przyjęcia. Przełożona placówki Süssenbach odnotowała też niewystarczającą ilość produktów spożywczych dla sierocińca w obliczu zbliżającej się zimy, jednak określała zapasy opału jako wystarczające. Ceny żywności pozostawały na poziomie niewspółmiernym do możliwości finansowych sióstr. Brakowało ubrań, a zniszczone buty dzieci nie mogły być naprawiane przez współpracującego z diakonatem szewca, ponieważ został on skierowany do pracy dla Rosjan i Polaków. Siostry spotykały się z gestami pomocy i współczucia ze strony przybyłej do miasta ludności napływowej.
Jeszcze w 1945 doszło do zajęcia kościoła zakładowego przez Państwowy Urząd Repatriacyjny, który przekazał budynek katolickim benedyktynkom. 12 grudnia 1945 Prezydium Kościoła Ewangelickiego na Dolnym Śląsku należące do struktur Kościoła Ewangelicko-Augsburskiego w Polsce, który objął administrację nad zborami ewangelickimi na Ziemiach Odzyskanych, wystosowało pismo do Urzędu Pełnomocnika Rządu na Okręg Administracyjny Dolnego Śląska, w którym informowało urząd, że mienie kościołów uznanych prawnie uznanych pozostaje wyłączną własnością tych związków wyznaniowych i nie wyraża zgody na jego traktowanie przez urząd jako majątek opuszczony, nawet wobec jego dotychczasowego użytkowania przez Niemców.
W celu zorganizowania stosownych obchodów Bożego Narodzenia 1945 siostry pomimo zakazu potajemnie wycięły sześciometrowe drzewo iglaste zlokalizowane przy budynku byłego „Tabeenstift”, pełniącego wówczas funkcję siedziby liceum, w celu pozyskania choinki dla dzieci. Zorganizowały też świąteczną kolację oraz wystawione zostały jasełka.
Początkiem 1946 Niemcy pozostawali w większości pozbawieni należących do nich wcześniej przedsiębiorstw. Nie otrzymywali również przydziałów kartek żywnościowych, w związku z czym panował wśród nich głód. Siostry posiadały w dalszym ciągu nieduże zapasy ziemniaków, które stały się już towarem deficytowym. Z powodu niewystarczającego pożywienia starsze siostry, posiadające mniej sił, zaczęły umierać. W lutym 1946 w ciągu 10 dni zmarły trzy z nich.
7 marca 1946 Kościół Ewangelicko-Augsburski wysłał do władz państwowych znacznej objętości pismo zawierające spis nieruchomości należących przed wojną do diakonatu w Ząbkowicach w celu pozostawienia ich we własności Domu Macierzystego Diakonis. Nie przyniosło to jednak rezultatu, a część z budynków została zajęta przez władze i przekazana na cele mieszkaniowe.

#### Zakończenie działalności diakonatu w Ząbkowicach
5 kwietnia 1946 siostry zostały zawiadomione o nakazie opuszczenia przez nich siedziby Domu Macierzystego przy ul. Krzywej. W drugiej połowie kwietnia 1946 pozyskały one kartki żywnościowe, jednak musiały być one nabyte przez nie za znaczną sumę. Nie mogły zostać one przez nie w całości zrealizowane – siostry zamiast chleba otrzymały jedynie niewielką ilość soli. Diakonise przystąpiły do prac w ogrodzie, a w celu pozyskania sadzonek roślin ich podopieczni zostali skierowani do wielodniowej pracy u ogrodnika. Od gospodarza Nickelsa darowana im została koza, która padła jednak ofiarą kradzieży w nocy 18 kwietnia 1946. Diakonise hodowały także kury.
4 kwietnia 1946 rozpoczęte zostały wysiedlenia Niemców z Ząbkowic Śląskich. W transporcie przeprowadzonym 5 kwietnia 1946 miasto opuścił pastor diakonatu ks. Walter Schüßler razem z żoną. 22 sierpnia 1946 do sióstr udał się urzędnik, który poinformował je o nakazie wysiedlenia ich rankiem w kolejnym dniu. 23 sierpnia 1946 zakład opiekuńczy opuściło prawie 120 osób, w tym 75 dzieci z domu dziecka „Tabeenstift” i 24 dzieci w wieku 3 i 4 lat zamieszkałych do tej pory w ochronce „Zoar” oraz ich wychowawczynie. Zabrano ze sobą liczne bagaże, w tym rzeczy uważane za potrzebne w dalszym funkcjonowaniu placówek w nowych lokalizacjach. Następnie siostry z wychowankami udały się do punktu zbiorczego, gdzie przeprowadzona została kontrola zabieranych przez nich pakunków, jak również sprawdzeniu poddano listy wysiedlanych, podczas którego dzieci noszące polskie nazwiska zostały odebrane siostrom i pozostawione w Ząbkowicach. Pozostali oczekiwali na peronie na przyjazd pociągu, co miało nastąpić następnego dnia rano. Siostry nie uzyskały pozwolenia na odniesienie bagaży na noc do dotychczasowej siedziby zakładów opiekuńczych. Podróż została rozpoczęta zgodnie z planem rankiem 24 sierpnia 1946. W ten sposób zostało zakończone funkcjonowanie diakonis w Ząbkowicach Śląskich. W ciągu 30 godzin pociąg znalazł się na terytorium Niemiec. Diakonat wznosił działalność w Wertheim jako „Diakonissenmutterhaus Frankenstein”.

#### Losy dawnego majątku diakonatu po 1947
W kwietniu 1947 Kościół Ewangelicko-Augsburski rozpoczął zabiegi w celu odzyskania przez niego dawnych obiektów diakonatu. 21 kwietnia 1947 Zarząd Miejski Ząbkowic Śląskich wystosował pismo do starostwa powiatowego z listą budynków będących dawniej w posiadaniu diakonatu, w którym stwierdził, że kościół ewangelicki nie protestował wobec ich zajmowania na inne cele. Jednak ewangelikom zezwolono na prowadzenie domu dziecka w dawnej siedzibie szkoły gospodarstwa domowego w budynku „Luisenheim”, natomiast w domu wypoczynkowym „Elim” funkcjonowanie rozpoczął ewangelicki dom spokojnej starości. Placówki te prowadzone były tu do 1953, a następnie zostały przejęte przez miasto i przekształcono je w siedziby szkół oraz lokale mieszkalne.
Budynek dawnego kościoła zakładowego po likwidacji ząbkowickiego zakonu bedyktynek stał się własnością Spółdzielni Inwalidów „ELSIN”, która uruchomiła w nim fabrykę produkującą świece. W 1985 obiekt został zniszczony w wyniku pożaru. Współcześnie stanowi własność gminy Ząbkowice Śląskie. Pozostaje on w stanie ruiny i w 2023 został przez nią wystawiony na sprzedaż.
Parafia Ewangelicko-Augsburska w Kłodzku pozostaje użytkownikiem jednego z budynków należącego dawniej do diakonatu, zlokalizowanego przy ul. Piastowskiej 8. Działa w nim kaplica, w której prowadzone są nabożeństwa dla filiału w Ząbkowicach Śląskich.

## Działalność
Nabożeństwa w kaplicy zlokalizowanej w domu parafialnym w Kłodzku przy ul. Kolejowej 2 odbywają się w każdą pierwszą niedzielę miesiąca w półroczu letnim, a w półroczu zimowym dodatkowo w trzecią niedzielę miesiąca. Ponadto w okresie adwentu i pasyjnym w Kłodzku mają miejsce nabożeństwa tygodniowe. Nabożeństwa w kaplicy prowadzone są również w święta.
Nabożeństwa organizowane są również w filiałach:
- Opolnica – nabożeństwa odbywają się tylko w sezonie letnim w trzecią niedzielę miesiąca w kościele ewangelickim Zbawiciela w Opolnicy (posesja nr 19), zamiast trzecioniedzielnych nabożeństw w Kłodzku[21].
- Kudowa-Zdrój – nabożeństwa domowe w Kudowie prowadzone są w każdą drugą niedzielę miesiąca[21].
- Ząbkowice Śląskie – nabożeństwa są organizowane według terminów uzgodnionych z członkami miejscowego zboru w czwarte niedziele miesiąca w kaplicy ewangelickiej w dawnym domu diakonis przy ul. Piastowskiej 8[21].

Parafia prowadzi także lekcje religii oraz spotkania dla osób zainteresowanych kościołem ewangelickim.